# Berta Craveiro Lopes
Berta da Costa Ribeiro Arthur Craveiro Lopes (Lisboa, 15 de outubro de 1899 — Lisboa, 5 de julho de 1958) foi a esposa do 12.º presidente da República Portuguesa, Francisco Craveiro Lopes, e a primeira-dama do país de 9 de agosto de 1951 até sua morte em 5 de julho de 1958.

## Biografia

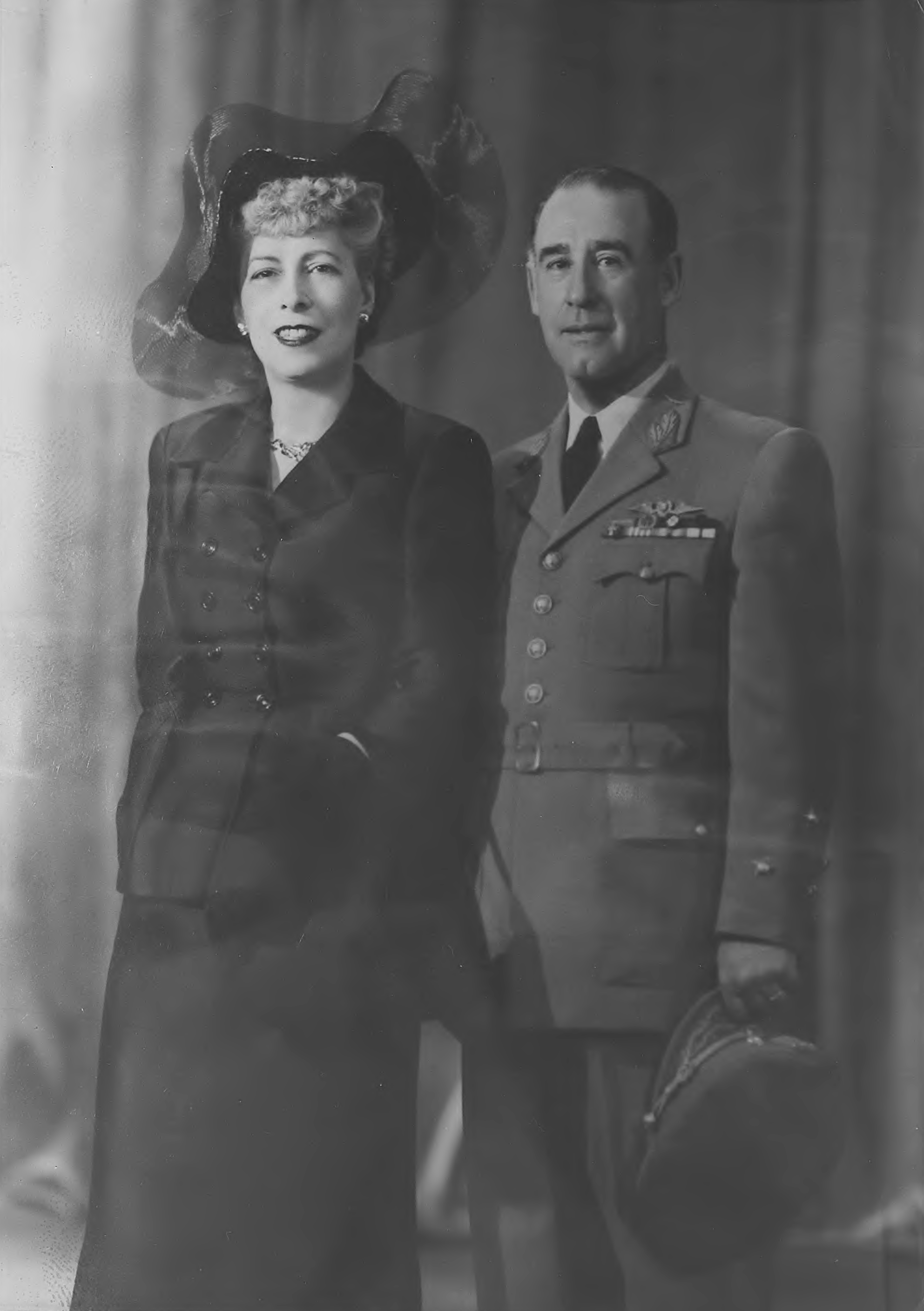
Berta Craveiro Lopes e o marido, Francisco Higino Craveiro Lopes (1957).

Berta Ribeiro Arthur nasceu numa família de tradições militares de ascendência inglesa, filha de Sezinando Ribeiro Arthur (1875-1918) e de Maria Clara Pereira. O seu avô paterno, general Bartolomeu Ribeiro Arthur, descendia de uma família inglesa que na altura das invasões francesas veio para Portugal auxiliar a combater o invasor.
Nasce de uma relação de seu pai com uma empregada doméstica da família, fortemente contrariada pelos seus pais, o que obriga à separação. O pai vai para Moçambique e a mãe para o Brasil, ficando os 2 filhos do casal a viver com os avós paternos.
Com a morte de seu avô, parte com a avó, o irmão e duas tias para Lourenço Marques, Moçambique, onde o pai se encontrava instalado como alto funcionário dos Caminhos de Ferro.
Aí veio a conhecer o jovem tenente piloto aviador, Francisco Higino Craveiro Lopes que se encontrava em comissão de serviço, com quem vem a casar em 22 de Novembro de 1918 aos 18 anos de idade. Teve quatro filhos: João Carlos, Nuno, Maria João e Manuel. Na década de 1950 ainda teve seis netos.
Os primeiros tempos de vida são difíceis, mas gere bem o magro orçamento doméstico, executando inclusivamente a sua roupa e a dos quatro filhos.
Segue o seu marido nos diversos locais em que cumpre funções, incluindo Índia, Tancos, Açores, Tomar e finalmente Lisboa.
No período de 1951 a 1958, como Primeira Dama da Nação desenvolve grande actividade social, acompanhando o marido nas diversas deslocações oficiais e a sua figura elegante e carácter afável são elogiados em todos os locais em que passa, em Portugal e no estrangeiro, nomeadamente Espanha, África do Sul, Brasil, Inglaterra, além de todos os territórios coloniais. A visita de estado a Inglaterra em 1955, será porém recordada como o momento mais significativo, sendo a primeira vez que um Presidente da República Portuguesa visita oficialmente aquele país. Consciente da importância do momento, Salazar disponibiliza ao Presidente as jóias da coroa para que Berta pudesse apresentar-se condignamente junto da rainha. Craveiro Lopes recusa, preferindo encomendar numa ourivesaria da baixa lisboeta, um conjunto de colar pulseira e brincos, ainda que isso tivesse pesado no orçamento familiar e que tivessem de vender parte do património familiar. Berta apresenta-se radiante em Londres, usando vários vestidos feitos por si. O casal é recebido pela Rainha Isabel II e instalados no Palácio de Buckingham, sendo rodeados de muitas atenções. Conta-se que a Rainha, durante uma recepção, ofereceu os seus próprios aposentos para que Berta recuperasse de uma crise de enxaqueca de que sofria habitualmente. A visita a Inglaterra foi um sucesso para o que contribuiu muito a sua presença, que foi profusamente comentada pela imprensa britânica e nacional. Dois anos depois, Isabel II retribuirá a visita, deslocando-se a Portugal. Também a visita a Moçambique em 1956 e ao Brasil em 1957 foram memoráveis, constituindo momentos em que a presença de Berta foi notada e muito comentada por todos. Ainda hoje na cidade de Maputo, existe o Jardim Dona Berta Craveiro Lopes, onde, num monumento de mármore com inscrição, em tempos esteve um busto seu de autoria do escultor Leopoldo de Almeida.
Faleceu inesperadamente aos 58 anos de idade, vítima de um acidente vascular cerebral, um mês antes do presidente terminar o seu mandato, no Palácio Nacional de Belém. Os seus restos mortais foram depositados no Cemitério dos Prazeres. O seu marido ainda sobreviverá mais 6 anos.
Tem o seu nome dado a:
- Um Jardim-Escola em Benguela, Angola
- Uma escola secundária em Bissau, Guiné
- Um jardim em Maputo, Moçambique
- Uma rua em São Vicente, SP, Brasil

## Condecorações
Condecorada com:
- Grã-Cruz da Ordem Nacional do Cruzeiro do Sul do Brasil (27 de Junho de 1958)[2]
- Grã-Cruz da Ordem de Isabel a Católica de Espanha (27 de Junho de 1958)[2]
- Medalha de Ouro de Filantropia e Caridade do Instituto de Socorros a Náufragos